# Little Robertson River
Little Robertson River är ett vattendrag i Australien. Det ligger i delstaten Queensland, omkring 1 400 kilometer nordväst om delstatshuvudstaden Brisbane.
Omgivningarna runt Little Robertson River är huvudsakligen savann. Trakten runt Little Robertson River är nära nog obefolkad, med mindre än två invånare per kvadratkilometer. Genomsnittlig årsnederbörd är 800 millimeter. Den regnigaste månaden är januari, med i genomsnitt 205 mm nederbörd, och den torraste är augusti, med 2 mm nederbörd.